# KOI-456.04
KOI-456.04は、こと座の方向に約3,140光年離れた場所に位置する恒星 ケプラー160 の周りを公転している太陽系外惑星候補である。まだ惑星候補であるため、発見論文では「KOI-456.04」というKepler object of interest（KOI）における名称が使われているが、太陽系外惑星エンサイクロペディアや一部のメディアでは、ケプラー160系の第4惑星であることから ケプラー160e（英語: Kepler-160e）という名称が使用されている。

## 特徴
| 海王星 | KOI-456.04 |
| ------ | ---------- |
| 海王星 | Exoplanet  |

ケプラー160系には、ケプラー宇宙望遠鏡による観測で既にケプラー160bとケプラー160cという2つの惑星が存在することが2014年に確認されていたが、ケプラー160cの公転周期に変化が生じていたことから、3つ目の惑星が存在すると考えられた。そして2020年に、その公転周期の変動を起こしている原因となっている第3の惑星ケプラー160dの存在が確認された。これと同時に、トランジットを起こす新たな惑星候補、KOI-456.04が存在する可能性が浮上した。現時点でKOI-456.04は惑星候補という位置づけとなっているが、85％の確率で存在するだろうと言われている。
KOI-456.04は、太陽に似た恒星ケプラー160の周りを378日かけて公転しており、この軌道はケプラー160のハビタブルゾーン内に位置するとされ、潜在的に居住可能な惑星であると考えられている。KOI-456.04の存在が確認された場合、半径は地球の約2倍よりも小さく、主星から受け取る光の放射量は地球が太陽から受け取る放射量の93+18
−12％とされている。仮に大気が惑星に存在し、穏やかな温室効果が起きている場合、KOI-456.04の表面温度は地球の平均温度よりも10 ℃低い5 ℃程度になると考えられている。KOI-456.04はハビタブルゾーン内を公転し、公転周期が地球（365.25日）に近く、さらに主星ケプラー160が太陽と非常によく似た特性を持つ恒星であることから、マックス・プランク太陽系研究所（MPS）はケプラー160とKOI-456.04を「A mirror image of Earth and Sun（地球と太陽の鏡像）」と表現している。
2026年の打ち上げが予定されているPLATOで、KOI-456.04を観測する計画が提案されている。